# Мат Дилън
Мат Дилън е американски актьор, печелил номинации за наградите на БАФТА, „Златен глобус“ и „Оскар“.

## Биография
Матю Реймънд Дилън (Matthew Raymond Dillon) е роден в Ню Рошел, Ню Йорк, САЩ. Прави своя дебют в киното през 1979 г. През 80-те години печели популярност във филми за тийнейджъри, а впоследствие развива успешна кариера и като зрял актьор.
Изиграва роли във филми като „Текс“ („Tex“, 1982), „Аутсайдерите“ („The Outsiders“, 1983) „Мишена“ („Target“, 1985), „Любовни квартири“ („Singles“, 1992), „Лудории“ („Wild Things“, 1998), „Ах, тази Мери“ („There's Something About Mary“, 1998), „Сблъсъци“ („Crash“, 2005), „Аз, ти и Дюпре“ („You, Me and Dupree“, 2006) и др. Сценарист и режисьор е на филма „Призрачен град“ („City of Ghosts“, 2002), в който участва и като актьор, заедно с Джеймс Каан и Жерар Депардийо.
Дилън е номиниран и печели редица награди. На кинофестивала в Сан Себастиан през 2006 г. е удостоен с почетната награда „Доностия“ за цялостната си кариера.
Имал е връзки с актрисите Камерън Диас и Даян Лейн.

## Избрана филмография
| година | филм             | оригинално заглавие          | роля                    | режисьор                  |
| ------ | ---------------- | ---------------------------- | ----------------------- | ------------------------- |
| 1982   | Текс             | Tex                          | Текс Макормик           | Тим Хънтър                |
| 1983   | Рибка-боец       | Rumble Fish                  | Ръсти Джеймс            | Франсис Форд Копола       |
| 1983   | Аутсайдерите     | The Outsiders                | Далас Уинстън           | Франсис Форд Копола       |
| 1985   | Мишена           | Target                       | Крис Лойд / Дерек Потър | Артър Пен                 |
| 1992   | Любовни квартири | Singles                      | Клиф Пуансие            | Камерън Кроу              |
| 1998   | Лудории          | Wild Things                  | Сам Ломбардо            | Джон Макнотън             |
| 1998   | Ах, тази Мери    | There's Something About Mary | Пат Хили                | Питър Фарели, Боби Фарели |
| 2002   | Призрачен град   | City of Ghosts               | Джими Креминг           | Мат Дилън                 |
| 2005   | Сблъсъци         | Crash                        | Джон Райън              | Пол Хагис                 |
| 2006   | Аз, ти и Дюпре   | You, Me and Dupree           | Карл Питерсън           | Антъни Русо, Джо Русо     |